# Proteuxoa occidentalis
Proteuxoa occidentalis är en fjärilsart som beskrevs av Embrik Strand 1921. Proteuxoa occidentalis ingår i släktet Proteuxoa och familjen nattflyn. Inga underarter finns listade i Catalogue of Life.